# سبايك أوين
سبايك أوين (بالإنجليزية: Spike Owen) هو لاعب كرة قاعدة أمريكي، ولد في 19 أبريل 1961 في كيلبورن في الولايات المتحدة.

## وصلات خارجية
- سبايك أوين على موقعبيزبول رفرنس.كوم (الدوري الرئيسي) (الإنجليزية)
- سبايك أوين على موقعبيزبول رفرنس.كوم (الدوري الثانوي) (الإنجليزية)
- سبايك أوين على موقع جمعية أبحاث البيسبول الأمريكية (الإنجليزية)